# De Kempkens
Kempkens is een buurtschap in de gemeente Meierijstad in de Nederlandse provincie Noord-Brabant. De buurtschap Kempkens is gelegen ten zuidwesten van de kern Veghel langs de voormalige N265. Kempkens ligt tegen de uitbreiding van het industrieterrein De Dubbelen. Hoewel door de huidige A50 afgesneden, behoort Kempkens van oudsher tot het Veghels kerkdorp  Eerde. De ligging zorgt heden ten dage voor een oriëntatie op Zijtaart.

## Geschiedenis
De naam Kempkes verwijst naar kleine kampen; ontginningen die met name uit de late Middeleeuwen stammen. Het onder Kempkens gelegen buurtschap Logtenburg werd in de 15e eeuw gesticht. De Kempkens worden getypeerd door hun  Meierijse karakter. In de loop der tijd is het agrarisch karakter versterkt door uitbreiding van boerenbedrijven.

## Ontwikkelingen
Het oude buitengebied rond Kempkens is sterk onderhevig aan verandering. De druk op het landschap door uitbreiding van de agrarische sector en met name de industrieterreinen De Dubbelen en Doornhoek neemt toe. Kempkens ligt tegen het gebied Logtenburg, dat de gemeente Veghel in de toekomst als recreatief landschap wil gaan ontwikkelen.